# Сипора
Сипо́ра (индон. Pulau Sipora) — самый маленький из четырёх основных островов Ментавай, лежащих к западу от центральной части Суматры в Индийском океане. В административном отношении является частью индонезийской провинции Западная Суматра.
Расположен в 130 км к западу от Суматры, к юго-востоку от острова Сиберут и к северо-западу от острова Пагай-Утара. Сипора — преимущественно равнинный остров, его наибольшая высота составляет 285 м над уровнем моря. Площадь острова — 845 км²; 10-15 % Сипоры покрывают тропические леса.
По данным на 2000 год население Сипоры составляло 12 840 человек. На острове обитают несколько эндемичных видов животных, в том числе пагайский макак, который находится под угрозой исчезновения. Остров популярен среди любителей сёрфинга. Развивается туризм.